# Cine Latino
Cine Latino é um canal de televisão por assinatura internacional de origem mexicana, que baseia sua programação em filmes em espanhol. Foi lançado em 12 de outubro de 1993 e pertence à MVS Comunicaciones e ao Hemisphere Media Group. Está disponível na América Latina, assim como nos Estados Unidos, Canadá e Espanha. Suas principais competições são os canais De Película da Televisa Networks e o Cinema Dinamita da América Móvil (este último distribuído apenas nos Estados Unidos e América do Sul).

## Histórico
O Cine Latino iniciou suas transmissões em 12 de outubro de 1993, transmitidas 24 horas por dia em dois feeds. Cinelatino transmite o melhor em filmes hispânicos, com blockbusters e filmes aclamados pela crítica do México, América Latina e Espanha.
Todos os filmes são apresentados em seu formato original, sem intervalos comerciais e geralmente sem censura.
Ele também apresenta cenas de bastidores, entrevistas com estrelas de cinema, cobertura exclusiva dos festivais de cinema [da Espanha] e as últimas notícias da indústria cinematográfica hispânica.
No Canadá, o Cinelatino é distribuído através das redes TLN e atualmente está disponível através da Rogers Cable, da Bell Fibe TV, da Cogeco e da Vidéotron.

## Blocos
- Sábados picantes: Bloco em que são transmitidas as sexycomedias. Os filmes transmitidos são repetidos dois dias depois, nas primeiras horas da manhã.
- Viernes de acción: Bloco onde os filmes de ação são transmitidos do final dos anos 90 até a década de 2010. Ele adquiriu recentemente títulos da produtora independente Laguna Productions.

### Logotipo
O canal aparece em 1993 com o logotipo de 2000 a 2009 que representa a abreviação do nome Cine Latino como CL e no meio de uma fita de filme inclinado as letras "L" e abaixo do nome do canal. Durante este ano, o logotipo será alterado, simplesmente algumas modificações em qualquer palavra. Entre eles estão encerrados em um retângulo arredondado de cor [água marinha], e então as palavras são simplificadas em fundo preto e branco sem nada ao redor.

### Colaboradores
- Rolando Martínez Avalos: apresentador de cinema e jornalista; apresenta entrevistas com atores, assim como alguns tapetes vermelhos de eventos cinematográficos.[1]